# Phidippus
Phidippus este un gen de păianjen din familia Salticidae (Păinjeni săritori). Genul include unii dintre cei mai mari păianjeni săritori. Speciile Phididpus se deosebesc prin chelicerele strălucitoare și verzi. Majoritatea speciilor locuiesc în America de Nord, cu excepția speciilor Phidippus audax și Phidippus regius care se găsesc în India și, respectiv, Bangladesh. 

## Specii
Genul Phidippus conține 60 de specii:
- Phidippus adonis Edwards, 2004 — Mexic
- Phidippus adumbratus Gertsch, 1934 — SUA
- Phidippus amans Edwards, 2004 — Mexic
- Phidippus albulatus F. O. P-Cambridge, 1901 — Mexic
- Phidippus apacheanus Chamberlin & Gertsch, 1929 — SUA, Mexic, Cuba
- Phidippus ardens Peckham & Peckham, 1901 — SUA, Mexic
- Phidippus arizonensis (Peckham & Peckham, 1883) — SUA, Mexic
- Phidippus asotus Chamberlin & Ivie, 1933 — SUA, Mexic
- Phidippus audax (Hentz, 1845) — America de Nord, introdusă în Hawaii, insulele Nicobar
- Phidippus aureus Edwards, 2004 — SUA
- Phidippus bidentatus F. O. P.-Cambridge, 1901 — din SUA până în Costa Rica
- Phidippus boei Edwards, 2004 — SUA, Mexico
- Phidippus borealis Banks, 1895 — SUA, Canada, Alaska
- Phidippus californicus Peckham & Peckham, 1901 — America de Nord
- Phidippus cardinalis (Hentz, 1845) — SUA, Mexic
- Phidippus carneus Peckham & Peckham, 1896 — SUA, Mexic
- Phidippus carolinensis Peckham & Peckham, 1909 — SUA, Mexic
- Phidippus cerberus Edwards, 2004 — Mexic

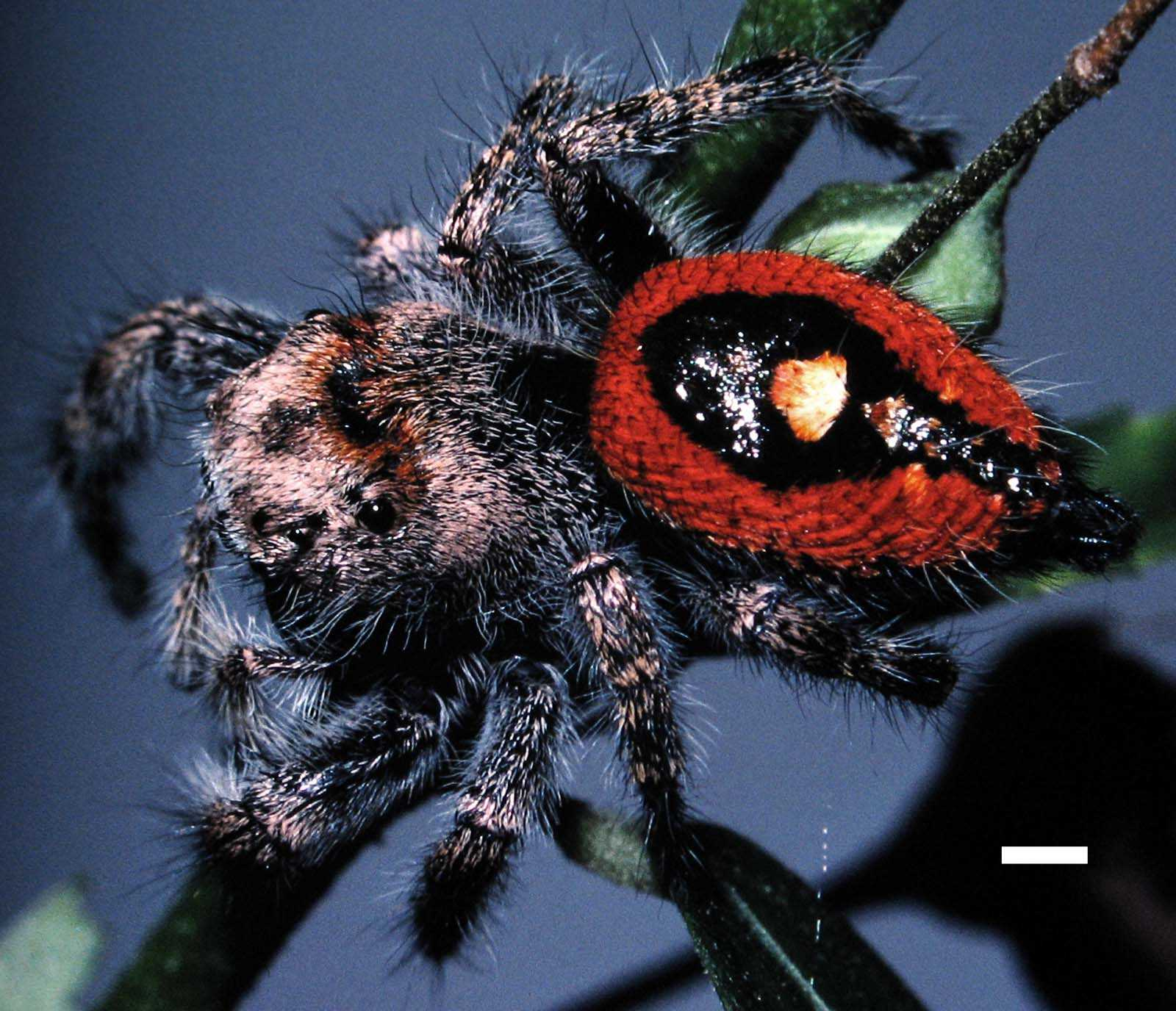
Phidippus pulcherrimus

- Phidippus clarus Keyserling, 1885 — America de Nord
- Phidippus comatus Peckham & Peckham, 1901 — America de Nord
- Phidippus concinnus Gertsch, 1934 — SUA
- Phidippus cruentus F. O. P.-Cambridge, 1901 — Mexic
- Phidippus cryptus Edwards, 2004 — SUA, Canada
- Phidippus dianthus Edwards, 2004 — Mexic
- Phidippus felinus Edwards, 2004 — SUA
- Phidippus georgii Peckham & Peckham, 1896 — din Mexic până în El Salvador
- Phidippus insignarius C. L. Koch, 1846 — SUA
- Phidippus johnsoni (Peckham & Peckham, 1883) — America de Nord
- Phidippus kastoni Edwards, 2004 — SUA
- Phidippus lynceus Edwards, 2004 — SUA
- Phidippus maddisoni Edwards, 2004 — Mexic
- Phidippus mimicus Edwards, 2004 — Mexic
- Phidippus morpheus Edwards, 2004 — SUA, Mexic
- Phidippus mystaceus (Hentz, 1846) — SUA
- Phidippus nikites Chamberlin & Ivie, 1935 — SUA, Mexic

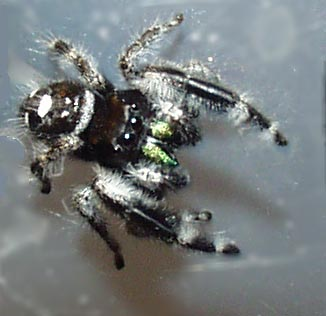
Phidippus workmani

- Phidippus octopunctatus (Peckham & Peckham, 1883) — SUA, Mexic
- Phidippus olympus Edwards, 2004 — SUA
- Phidippus otiosus (Hentz, 1846) — SUA
- Phidippus phoenix Edwards, 2004 — SUA, Mexic
- Phidippus pius Scheffer, 1905 — din SUA până în Costa Rica
- Phidippus pompatus Edwards, 2004 — Mexic
- Phidippus princeps (Peckham & Peckham, 1883) — SUA, Canada
- Phidippus pruinosus Peckham & Peckham, 1909 — SUA
- Phidippus pulcherrimus Keyserling, 1885 — SUA
- Phidippus purpuratus Keyserling, 1885 — SUA, Canada
- Phidippus putnami (Peckham & Peckham, 1883) — USA
- Phidippus regius C. L. Koch, 1846 SUA, Caraibe, introdusă pe Insula Paștelui

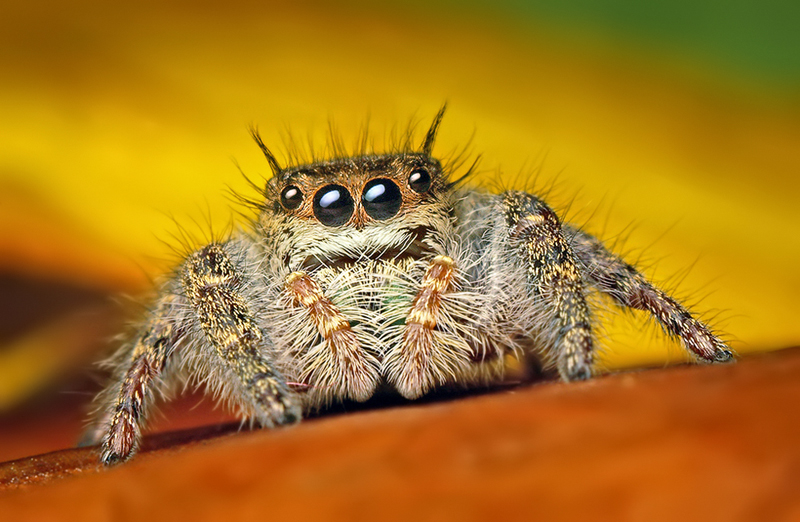
Phidippus princeps

- Phidippus richmani Edwards, 2004 — SUA
- Phidippus texanus Banks, 1906 — SUA, Mexic
- Phidippus tigris Edwards, 2004 — SUA
- Phidippus toro Edwards, 1978 — SUA, Mexic
- Phidippus tux Pinter, 1970 — SUA, Mexic
- Phidippus tyrannus Edwards, 2004 — SUA, Mexic
- Phidippus tyrrelli Peckham & Peckham, 1901 — America de Nord
- Phidippus ursulus Edwards, 2004 — SUA
- Phidippus venus Edwards, 2004 — Mexic
- Phidippus vexans Edwards, 2004 — SUA
- Phidippus whitmani Peckham & Peckham, 1909 — SUA, Canada
- Phidippus workmani Peckham & Peckham, 1901 — SUA
- Phidippus zethus Edwards, 2004 — Mexic